# Khaitan Stadium
Khaitan Stadium – wielofunkcyjny stadion w stolicy Kuwejtu, mieście Kuwejt (w dzielnicy Khaitan). Może pomieścić 15 000 widzów. Swoje spotkania na stadionie rozgrywają piłkarze klubu Khaitan SC.